# Olivia Newton-John
Olivia Newton-John, DBE (26 tháng 9 năm 1948 – 8 tháng 8 năm 2022) là một ca sĩ, nhạc sĩ, nữ diễn viên, doanh nhân, vũ công và nhà hoạt động người Úc gốc Anh. Cô là người chiến thắng giải Grammy bốn lần, đã tích lũy được năm đĩa đơn số một và mười đĩa đơn hàng đầu Billboard Hot 100, và hai album solo Billboard 200 số một. 11 đĩa đơn của cô (bao gồm cả hai đĩa bạch kim) và 14 album của cô (bao gồm cả hai đĩa bạch kim và bốn đĩa bạch kim đôi) đã được chứng nhận vàng bởi RIAA. Olivia Newton-John đã bán được khoảng 100 triệu đĩa trên toàn thế giới, khiến cô trở thành một trong những nghệ sĩ bán chạy nhất mọi thời đại. Olivia Newton-John đóng vai chính trong bộ phim âm nhạc Greas, và nhạc phim của nó là một trong những thành công nhất trong lịch sử, với đĩa đơn "You're the One That I Want", hát cùng với John Travolta, một trong những đĩa đơn bán chạy nhất mọi thời đại.
Newton-John là một nhà hoạt động lâu năm về các vấn đề môi trường và quyền động vật. Cô đã là một người ủng hộ nhận thức về sức khỏe, tham gia vào các tổ chức từ thiện, sản phẩm y tế và các nỗ lực gây quỹ khác nhau. Sở thích kinh doanh của cô đã bao gồm việc tung ra một số dòng sản phẩm cho Koala Blue và đồng sở hữu Gaia Retreat & Spa tại Úc.
Newton-John đã kết hôn hai lần. Cô là mẹ của một  con gái, Chloe Rose Lattanzi, với người chồng đầu tiên, nam diễn viên Matt Lattanzi. Cô kết hôn với John Easterling năm 2008.
Newton-John qua đời vào ngày 8 tháng 8 năm 2022 vì ung thư tại trang trại ở California hưởng thọ 73 tuổi.